# Okonomiyaki

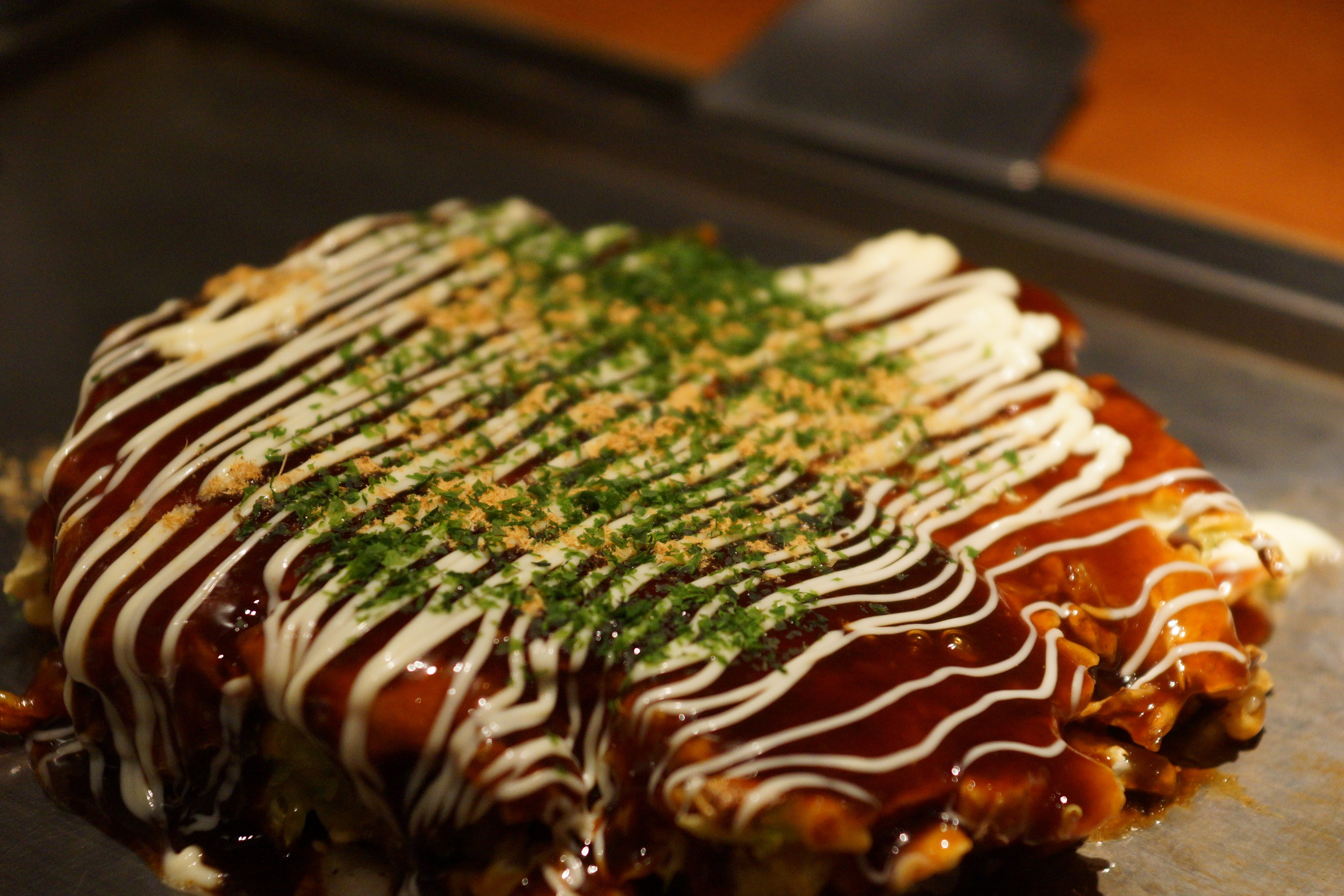
Okonomiyaki.

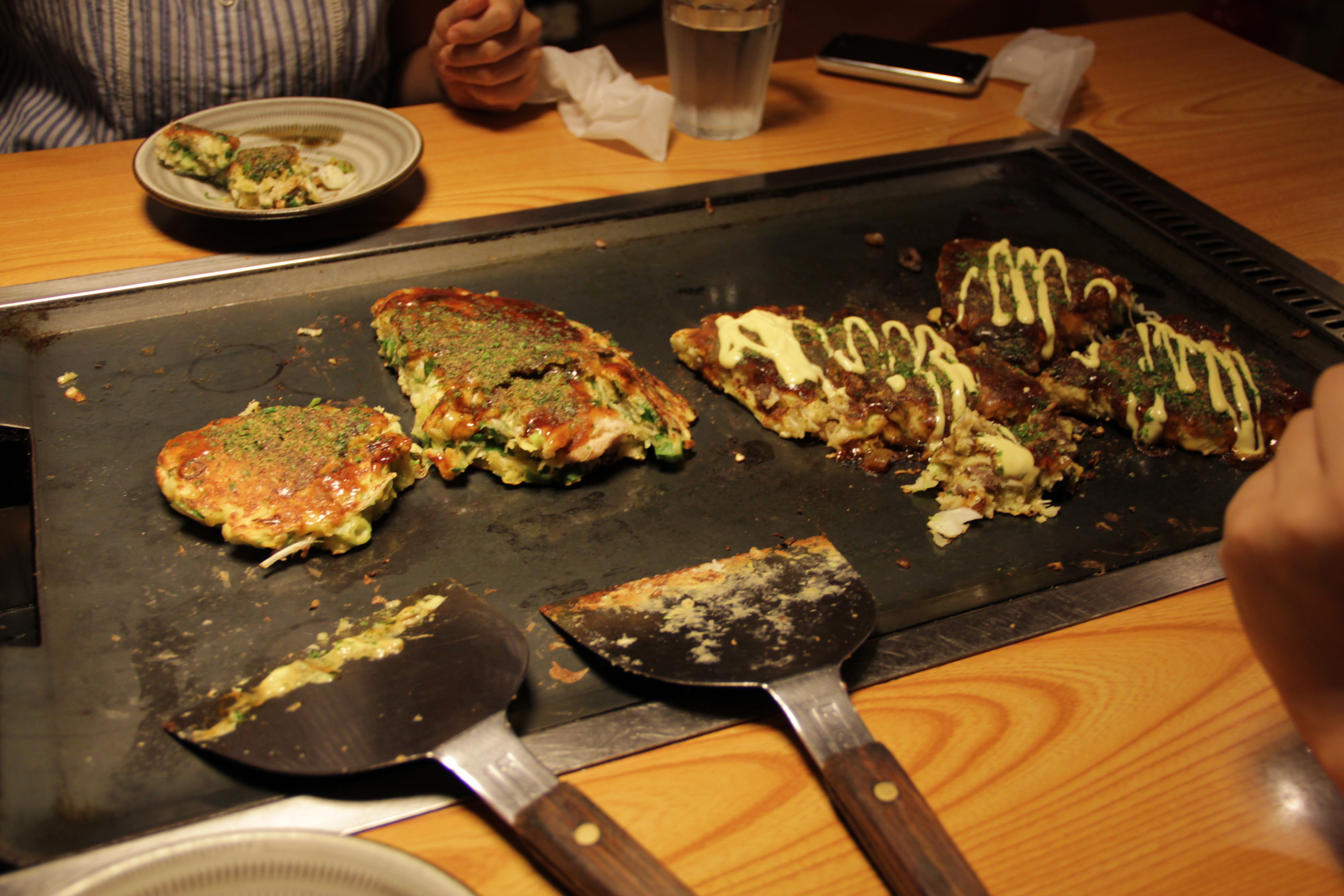
Okonomiyaki.

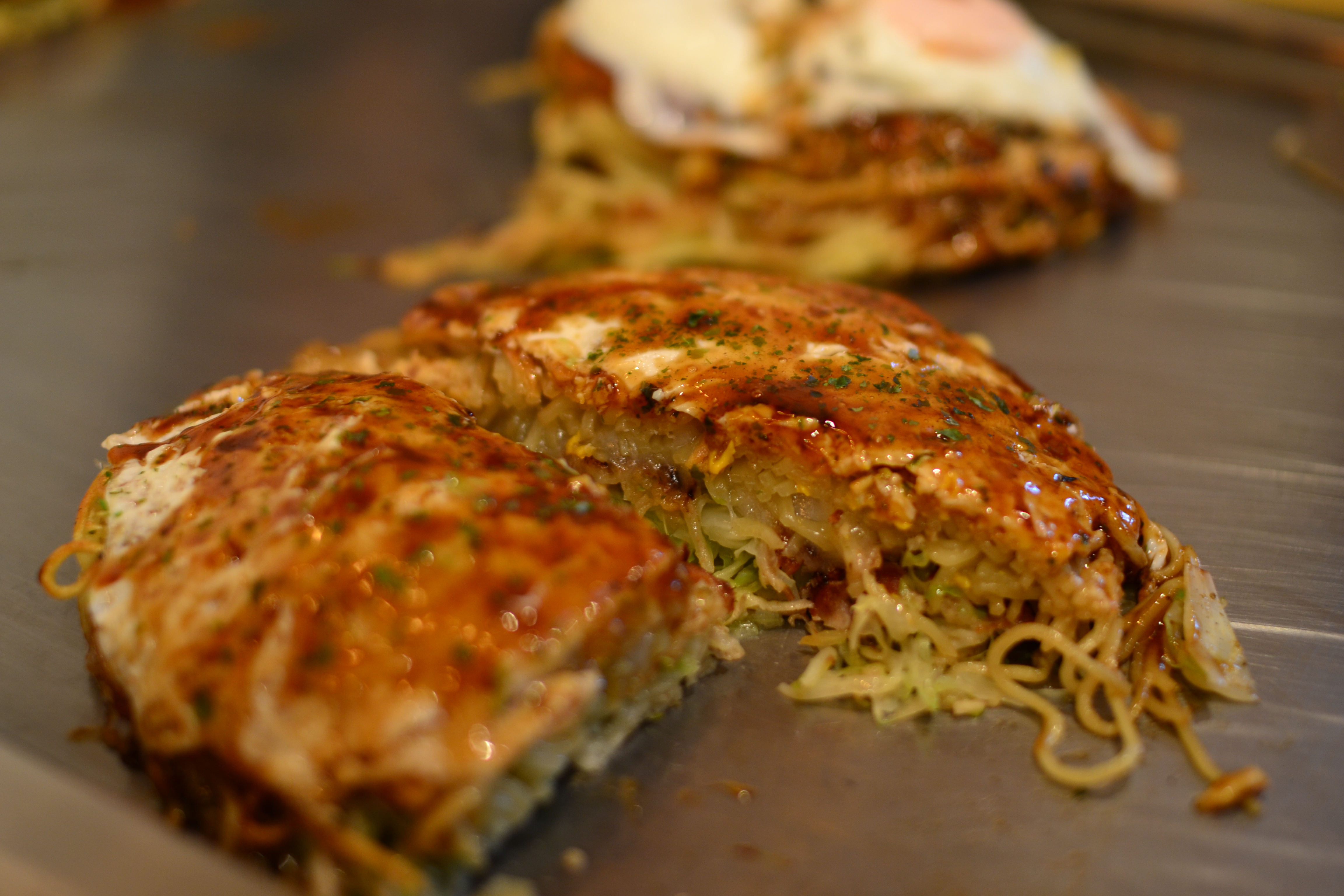
Okonomiyakis listos para comer.

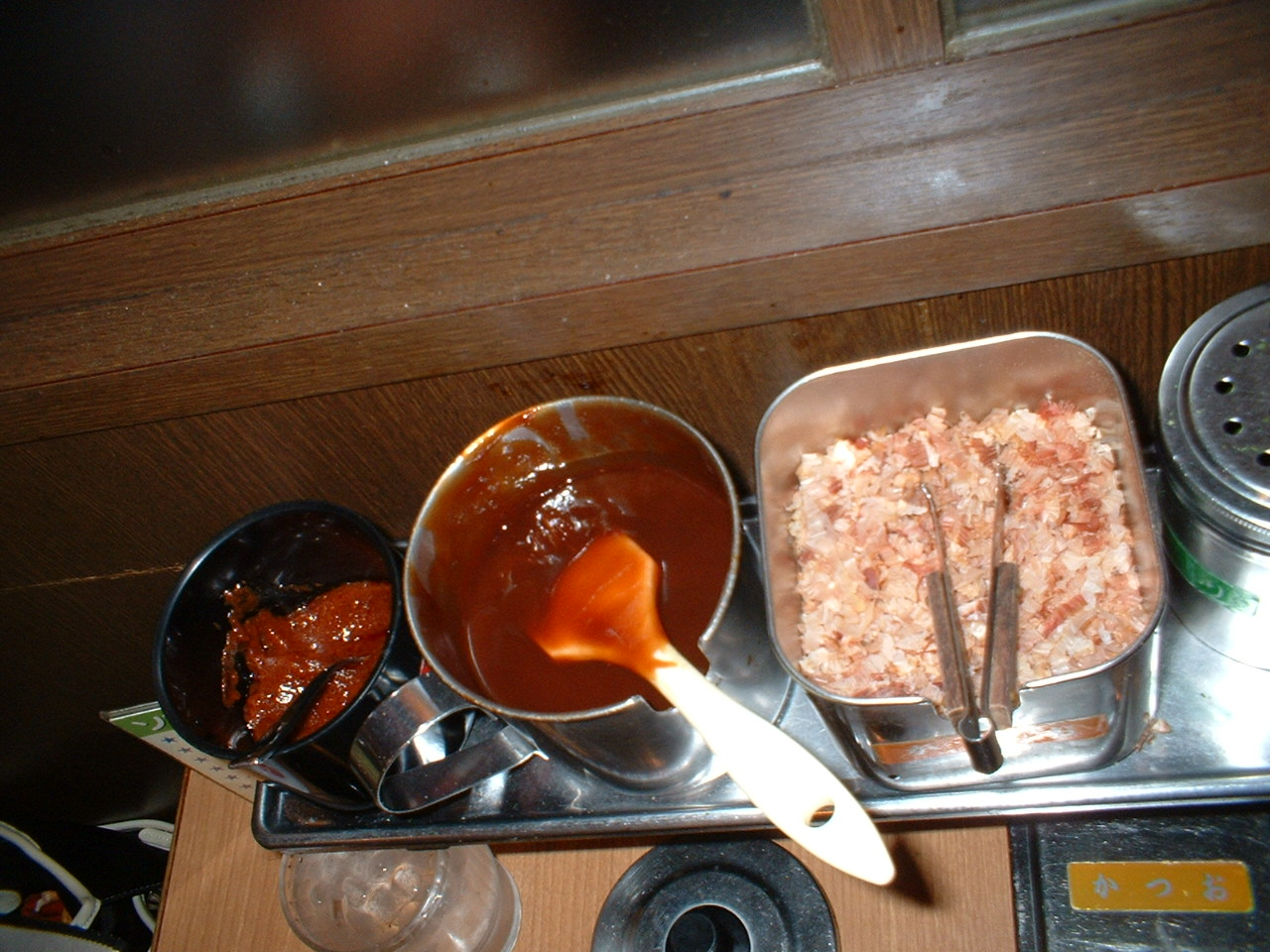
Condimentos del okonomiyaki.

El okonomiyaki (お好み焼き?) es una comida japonesa que consiste en una masa con varios ingredientes cocinados a la plancha. La palabra okonomiyaki está formada por el honorífico o (お?), konomi (好み gusto?) y yaki (焼き cocinado a la plancha?), significando "cocinado (a la plancha) a su gusto" (en referencia al cliente, o puede ser también (alimento) huevo  y repollo en juliana, junto con otros ingredientes dependiendo del tipo de referencia al cocinero).

## Características
La masa cocinada consiste en una base de harina, ñame rallado, agua, huevo okonomiyaki deseado. Algunos ingredientes comunes son la cebolleta o cebolla de verdeo, carne, calamar, camarones, vegetales, kimchi, mochi y queso. 
Una vez listo el okonomiyaki, este es cubierto con salsa de okonomiyaki, mayonesa, aonori y katsuobushi. Estos ingredientes se proporcionan aparte para utilizarlos al gusto del consumidor.
Según el restaurante, la preparación del okonomiyaki es llevada a cabo por el cocinero delante del cliente en una plancha, o por los propios comensales, a los que se les proporcionan los ingredientes. En este último caso, se sirven varios cuencos, uno con el preparado de col que forma la base del okonomiyaki, y el resto con los ingredientes elegidos. Para cocinar el okonomiyaki hay que verter los ingredientes sobre la plancha, cocinarlo por ambos lados usando dos espátulas, una grande (para poder darle la vuelta) y otra pequeña (para manipularlo con facilidad), y una vez listo cubrirlo con la salsa y el resto de ingredientes antes mencionados.
El okonomiyaki es frecuentemente comparado con la omelette o tortilla francesa, la pizza y los panqueques por la variedad de ingredientes que puede contener, e incluso llega a ser llamado pizza japonesa.  Es una comida de las clases populares.
En Japón el okonomiyaki se asocia generalmente con la región Kansai, donde se cree que fue su lugar de origen, e Hiroshima. Es considerado de todas maneras uno de los platos típicos de Osaka, junto al takoyaki, y es en esta misma ciudad donde podemos encontrar la mayor variedad de restaurantes especializados en okonomiyaki. 
Según la región hay distintas variaciones. Una práctica común en Hiroshima es el modanyaki (モダン焼き?) que incluye fideos yakisoba (焼きそば?) preparados por separado entre los ingredientes. Existe un plato similar, con origen en Tokio, llamado monjayaki (もんじゃ焼き?).